# Wyżnica
Die Wyżnica ist ein rechter Zufluss der Weichsel in der Woiwodschaft Lublin in Polen.

## Geografie

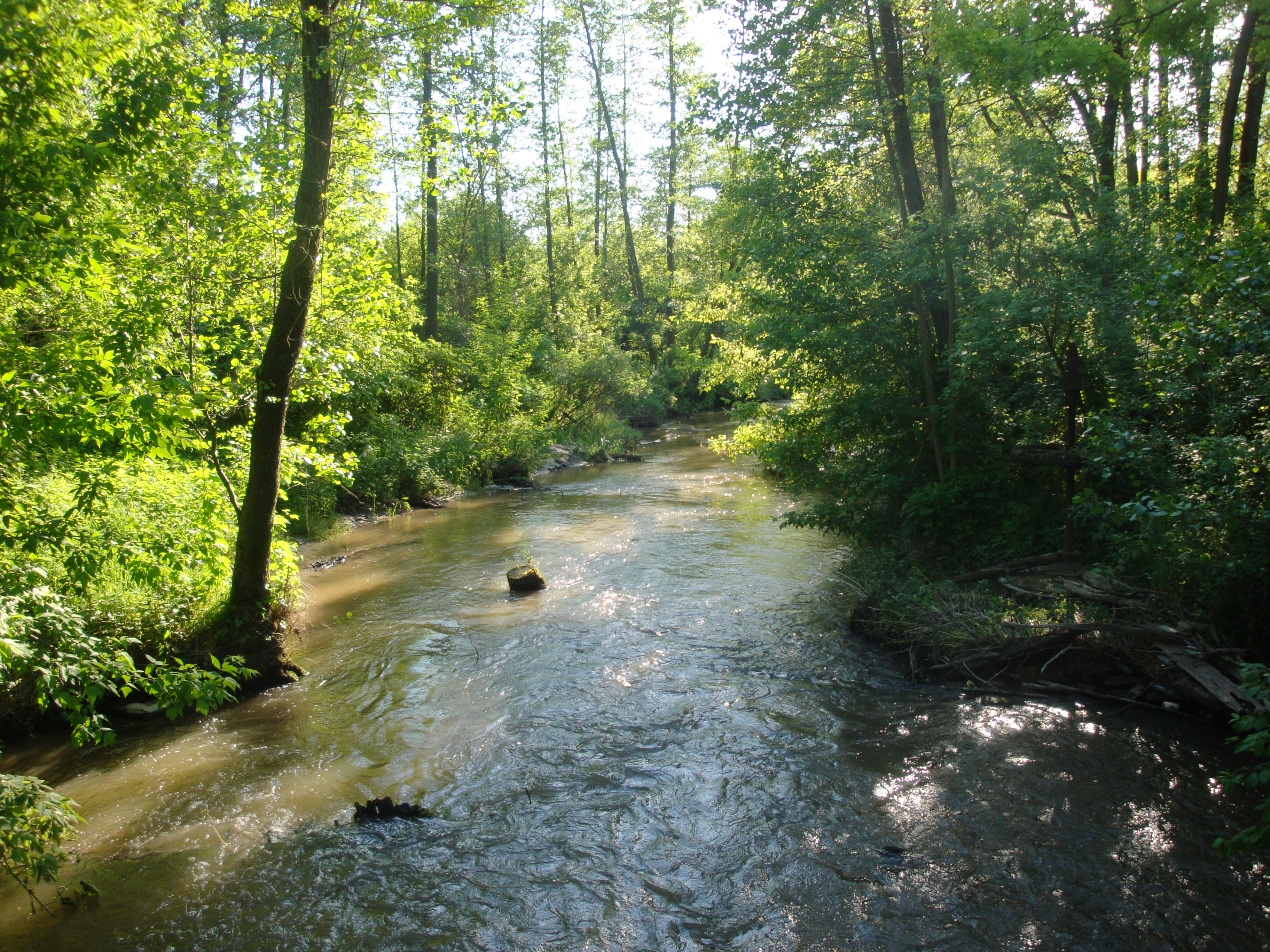
Die Wyżnica im Dorf Bór

Die Wyżnica entspringt in der Umgebung des Dorfs Słodków Trzeci (Gmina Kraśnik) rund 46 km südwestlich von Lublin. Sie fließt von dort generell in nordwestlicher Richtung und erreicht nach einem Lauf von 42,5 km durch die Mesoregion der Wzniesienia Urzędowskie bei Józefów nad Wisłą die Weichsel. Ihr Einzugsgebiet wird mit 508 km² angegeben.

## Zuflüsse
Urzędówka und Tworzenie Podlipie sind rechtsseitige Zuflüsse der Wyżnica.